# Eriopyga rea
Eriopyga rea är en fjärilsart som beskrevs av Dyar 1916. Eriopyga rea ingår i släktet Eriopyga och familjen nattflyn. Inga underarter finns listade i Catalogue of Life.